# Gusanagjuch
Gusanagjuch – wieś w Armenii, w prowincji Szirak. W 2011 roku liczyła 937 mieszkańców.